# Excuses nationales présentées aux peuples autochtones d'Australie

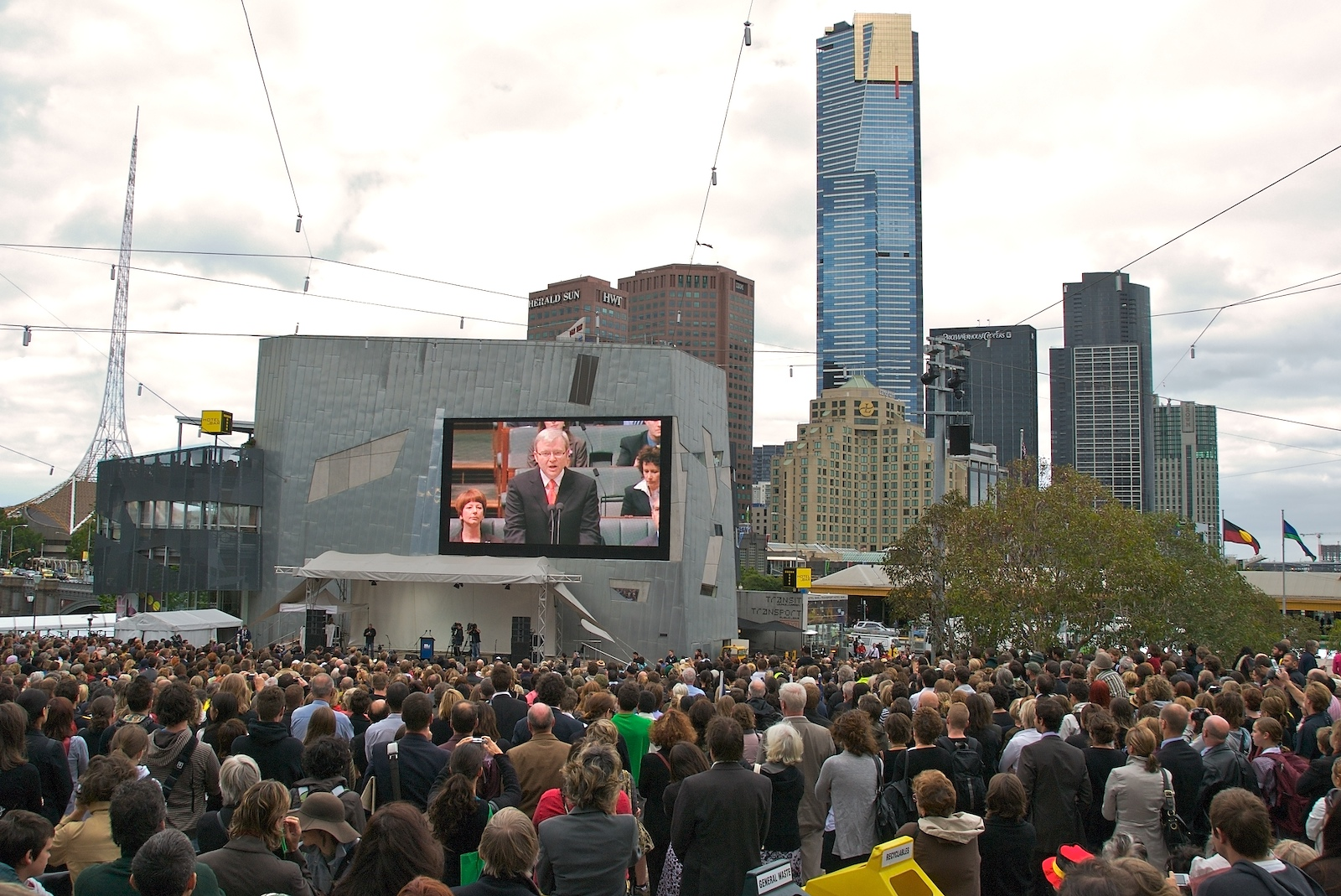
Kevin Rudd à l'écran à Federation Square, Melbourne, présentant des excuses aux générations volées.

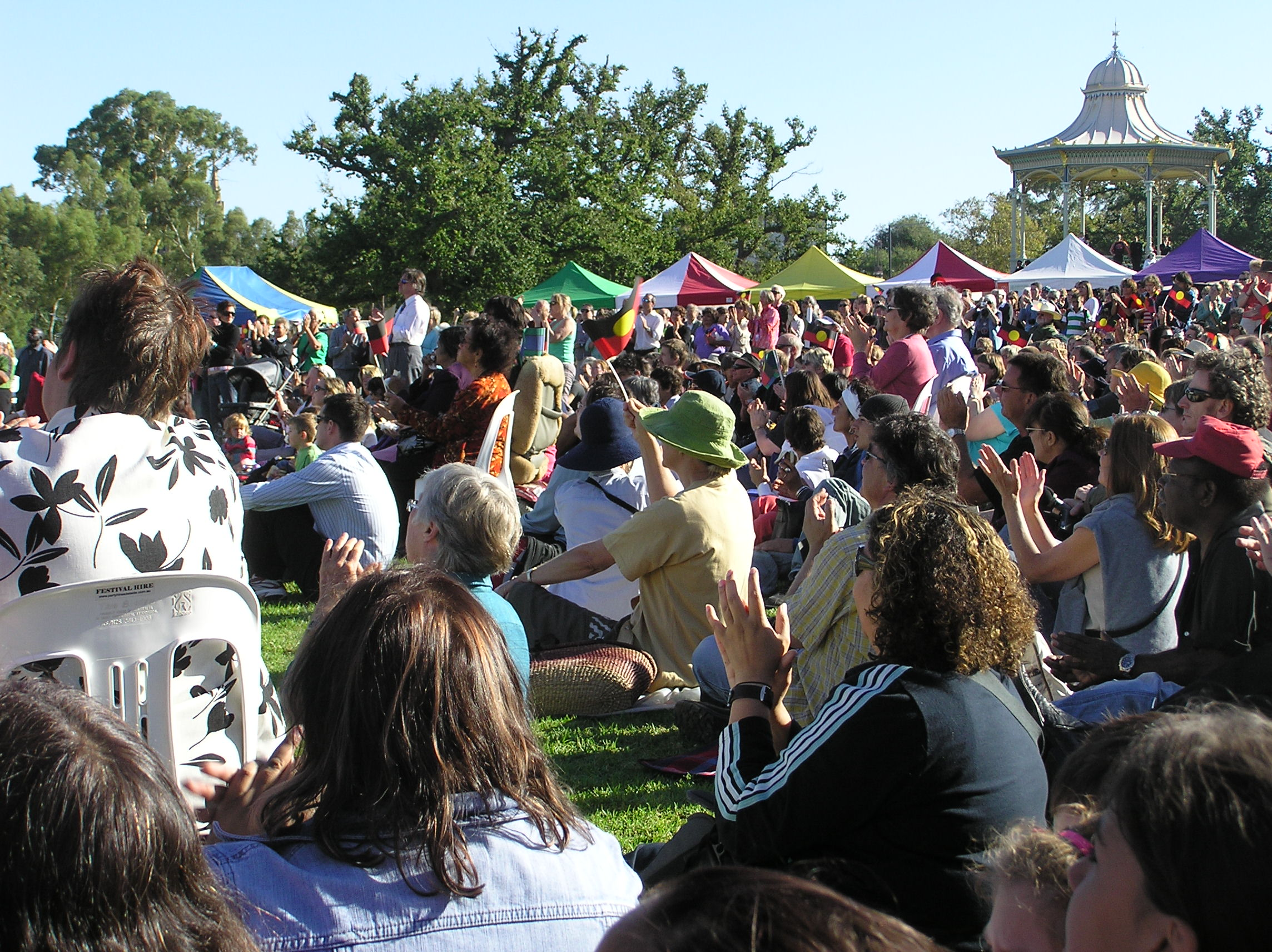
Foule regardant une transmission publique du discours d'excuses, au Parlement fédéral à Elder Park, Adélaïde.

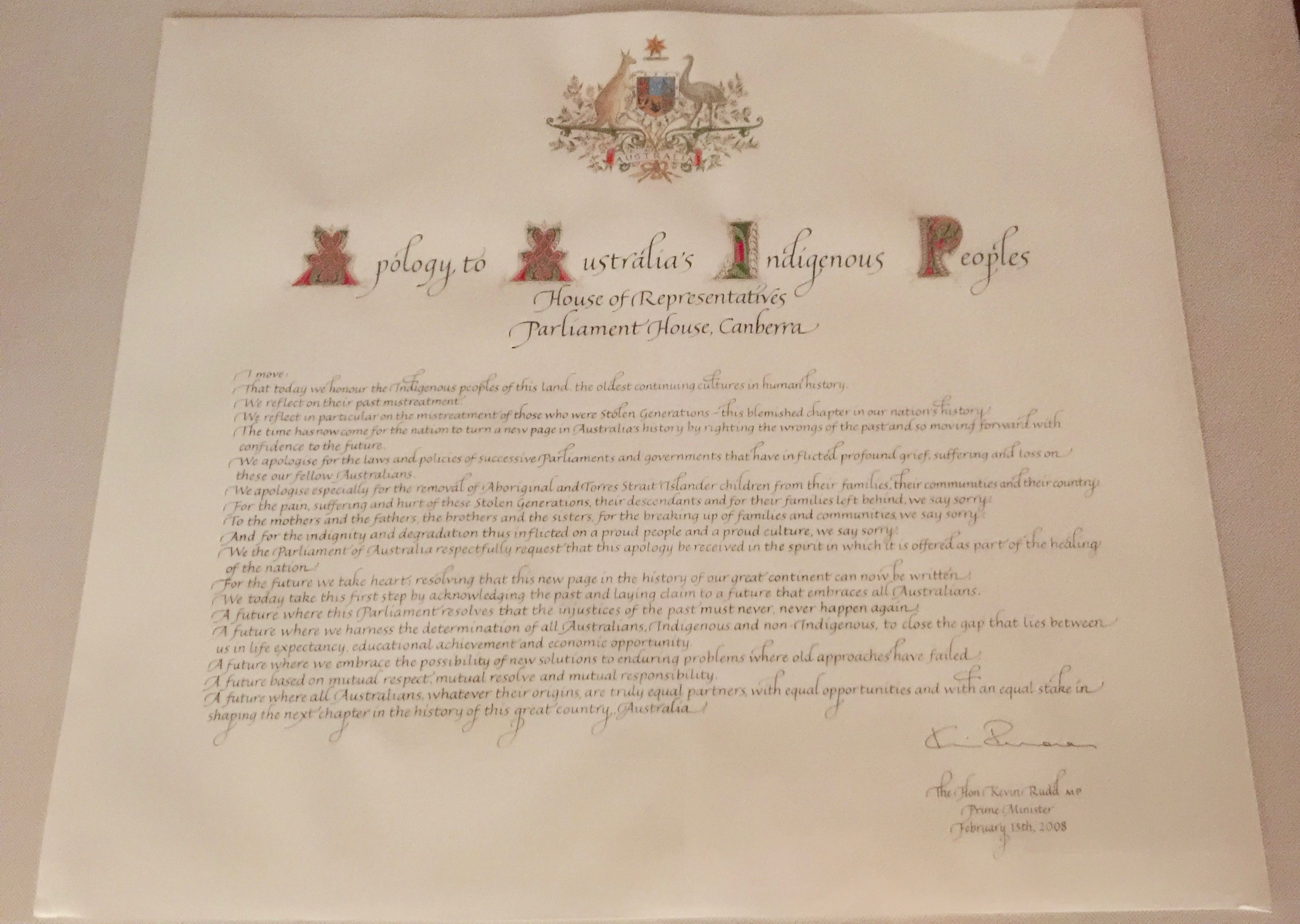
Excuses aux peuples autochtones d'Australie. Document du Parlement, Canberra.

Des excuses nationales ont été présentées aux Australiens autochtones le 13 février 2008, par le Parlement australien, pour « deux siècles d'atteinte à la dignité » et particulièrement pour les enlèvements forcés d'enfants autochtones australiens à leurs familles. Ces enfants victimes des agences gouvernementales fédérales et étatiques australiennes sont souvent désignés comme « les générations volées ». Les excuses ont été formulées par le Premier ministre Kevin Rudd. Elles sont également appelées dans le pays les excuses nationales ou, simplement, les excuses.

## Contexte
Le rapport Bringing Them Home (en) (« Les ramener chez eux ») de 1997, commandé par le gouvernement travailliste de Paul Keating, recommandait que le gouvernement australien présente des excuses officielles pour les politiques de « protection sociale » pratiquées par des gouvernements antérieurs, qui avaient séparé les enfants de leurs parents pour des motifs raciaux. Ces politiques avait été menées dans le cadre d'une entreprise d'assimilation forcée des autochtones. Les enfants séparés des leurs étaient souvent maltraités, exploités économiquement et perdaient l'usage de leur langue. Leur espérance de vie était de 17 ans inférieure à la moyenne nationale ; leur taux de délinquance était très élevé.

### Refus de présenter des excuses du gouvernement de John Howard (1996-2007)
Le successeur libéral de Paul Keating, John Howard, a reçu le rapport, mais s'est opposé à toute demande de pardon, estimant que des « excuses » parlementaires impliqueraient une « culpabilité intergénérationnelle ». Il a plutôt proposé de rédiger une « motion de réconciliation » parlementaire, en consultation avec le sénateur démocrate Aden Ridgeway (en), la seule personne autochtone siégeant alors au parlement fédéral,.
Le 26 août 1999, John Howard a présenté la motion de réconciliation exprimant « un regret profond et sincère que les Australiens autochtones aient subi des injustices du fait des pratiques des générations passées, et pour les blessures et les traumatismes que de nombreux autochtones continuent de ressentir en conséquence de ces pratiques » ; il déclare que le Parlement devra se consacrer à la « cause de la réconciliation » après les mauvais traitements historiques infligés aux Australiens autochtones, mauvais traitements qui constituent le « chapitre le plus entaché » de l'histoire australienne.
D'emblée, l'opposition travailliste, emmenée par Kim Beazley, a plaidé la nécessité d'« excuses » et proposé de remplacer la motion de regret par des excuses sans réserve ; mais ce fut sans succès. Le gouvernement libéral-national de John Howard a maintenu son opposition à des « excuses » pour le reste de son mandat (1996-2007).

### Élection du gouvernement Kevin Rudd (2007)
Après les élections fédérales australiennes de 2007 qui l'ont porté au pouvoir, le Premier ministre travailliste Kevin Rudd a annoncé le 11 décembre 2007 que le gouvernement présenterait des excuses aux Australiens indigènes, dont le libellé serait décidé en consultation avec les dirigeants aborigènes.
L'opposition du Parti libéral était divisée sur la question. Son chef Brendan Nelson a d'abord déclaré que des excuses risqueraient d'encourager une « culture de la culpabilité » en Australie. Cependant, le soutien à des excuses a été exprimé par d'autres libéraux de haut rang, tels que Malcolm Turnbull, Peter Costello, Bill Heffernan (en) et l'ancien premier ministre libéral Malcolm Fraser. L'ancienne ministre libérale Judi Moylan a déclaré : « Je pense qu'en tant que nation, nous devons des excuses. Nous ne devrions pas y penser comme des excuses individuelles — c'est une excuse qui vient de l'État-nation parce que ce sont les gouvernements qui ont fait ces choses ». Brendan Nelson a déclaré plus tard qu'il soutenait les excuses du gouvernement. À la suite d'une réunion du parti, le Parti libéral dans son ensemble a exprimé son soutien à des excuses et il est parvenu à un consensus bipartisan. Brendan Nelson a déclaré : « Moi, au nom de la Coalition, du gouvernement alternatif d'Australie, je suis [sic] fournir un soutien de principe à l'offre d'excuses aux générations d'enfants autochtones enlevées de force ».

Lyn Austin, présidente de Stolen Generations Victoria, a expliqué pourquoi elle croyait que des excuses étaient nécessaires, racontant ses expériences en tant qu'enfant volée :
Je pensais qu'on m'emmenait juste pour quelques jours. Je me souviens avoir vu ma mère debout sur le bord de la route avec sa tête dans ses mains, pleurant, et moi dans la voiture noire Holden FJ me demandant pourquoi elle était si bouleversée. Quelques centaines de mots ne peuvent pas tout régler, mais c'est un début important et c'est un début [...] Je me vois comme cette petite fille, pleurant moi-même pour dormir la nuit, pleurant et souhaitant pouvoir rentrer chez moi avec ma famille. Tout est parti, la perte de votre culture, la perte de votre famille, toutes ces choses ont un grand impact.

## Discours de présentation des excuses

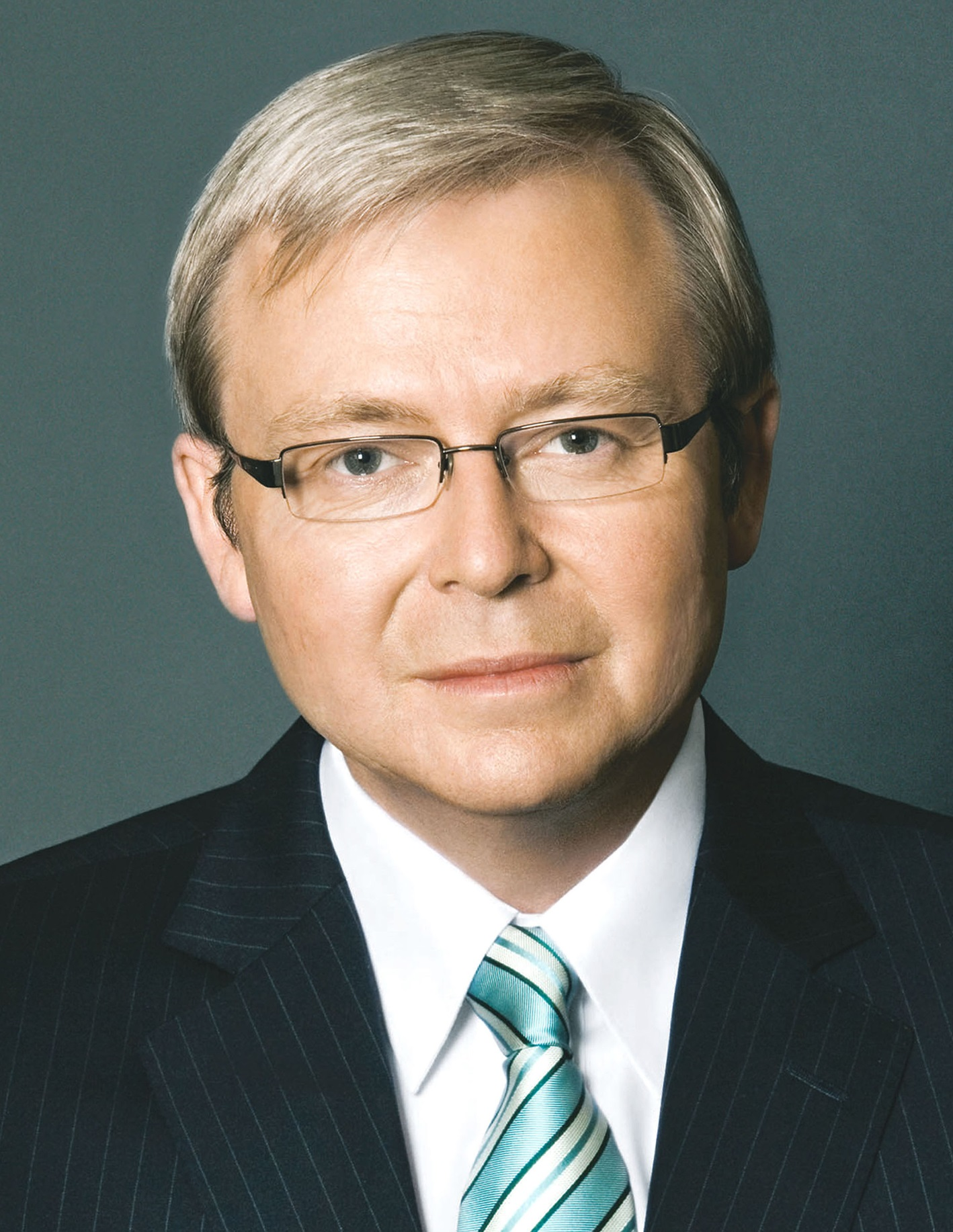
Le Premier ministre Kevin Rudd a présenté les excuses au nom de la nation.

À 9 h 30 le 13 février 2008, Rudd a présenté les excuses aux Australiens autochtones sous la forme d'une motion à voter. Le texte a depuis été appelé les « excuses nationales » ou simplement les excuses.

La forme des excuses était la suivante, : 
Je propose :
Qu'aujourd'hui nous honorions les peuples autochtones de cette terre, les plus anciennes cultures de l'histoire humaine.
Nous réfléchissons à leurs mauvais traitements passés.
Nous réfléchissons en particulier aux mauvais traitements infligés à ceux qui étaient des générations volées — ce chapitre entaché de l'histoire de notre nation.
Le moment est maintenant venu pour la nation de tourner une nouvelle page de l'histoire de l'Australie en réparant les torts du passé et en avançant ainsi avec confiance vers l'avenir.
Nous présentons des excuses pour les lois et les politiques des parlements et gouvernements successifs qui ont infligé un profond chagrin, des souffrances et des pertes à nos compatriotes australiens.
Nous présentons des excuses en particulier pour l'enlèvement des enfants aborigènes et insulaires du détroit de Torres à leurs familles, à leurs communautés et à leur pays.
Pour la douleur, la souffrance et la blessure infligées à ces générations volées, à leurs descendants et à leurs familles laissées pour compte, nous demandons pardon.
Aux mères et aux pères, aux frères et aux sœurs, pour l'éclatement des familles et des communautés, nous demandons pardon.
Et pour l'indignité et la dégradation ainsi infligées à un peuple fier et à une culture fière, nous demandons pardon.
Nous, le Parlement australien, nous demandons respectueusement que ces excuses soient reçues dans l'esprit dans lequel elles sont présentées dans le perspective de la guérison de la nation.
Pour l'avenir, nous prenons courage ; décidant que cette nouvelle page de l'histoire de notre grand continent peut désormais s'écrire.
Nous franchissons aujourd'hui ce premier pas en reconnaissant le passé et en revendiquant un avenir qui embrasse tous les Australiens.
Un avenir où ce Parlement décide que les injustices du passé ne doivent plus jamais se reproduire.
Un avenir où nous faisons appel à la détermination de tous les Australiens, autochtones et non autochtones, pour combler le fossé qui nous sépare en matière d'espérance de vie, de réussite scolaire et d'opportunités économiques.
Un avenir où nous embrassons la possibilité de nouvelles solutions aux problèmes persistants là où les anciennes approches ont échoué. Un avenir fondé sur le respect mutuel, la détermination mutuelle et la responsabilité mutuelle.
Un avenir où tous les Australiens, quelles que soient leurs origines, sont véritablement des partenaires égaux, avec des opportunités égales et un intérêt égal à façonner le prochain chapitre de l'histoire de ce grand pays, l'Australie 

— Kevin Rudd, Premier ministre australien, le 13 février 2008, lors d'une séance du Parlement australien
.
Le texte des excuses ne faisait pas référence à l'indemnisation des peuples autochtones dans leur ensemble, ni aux membres des générations volées en particulier.

## Réception
Les excuses du gouvernement et son discours ont été largement applaudis par les Australiens autochtones et le grand public non autochtone,.
Le Dr Tom Calma, commissaire à la justice sociale pour les aborigènes et les insulaires du détroit de Torres de la Commission australienne des droits de l'homme et de l'égalité des chances, a prononcé un discours en réponse formelle aux excuses du gouvernement. Tom Calma a remercié le Parlement d'avoir rendu hommage aux générations volées, déclarant : "En reconnaissant et en rendant hommage, le Parlement a maintenant jeté les fondements de la guérison et d'une Australie réconciliée à laquelle tous les habitants appartiennent". Cependant, Calma a noté qu'il y avait de nombreuses recommandations dans le rapport Bringing Them Home (en) qui, en 2009, n'avaient pas encore été mises en œuvre.

## Réponse du chef de l'opposition

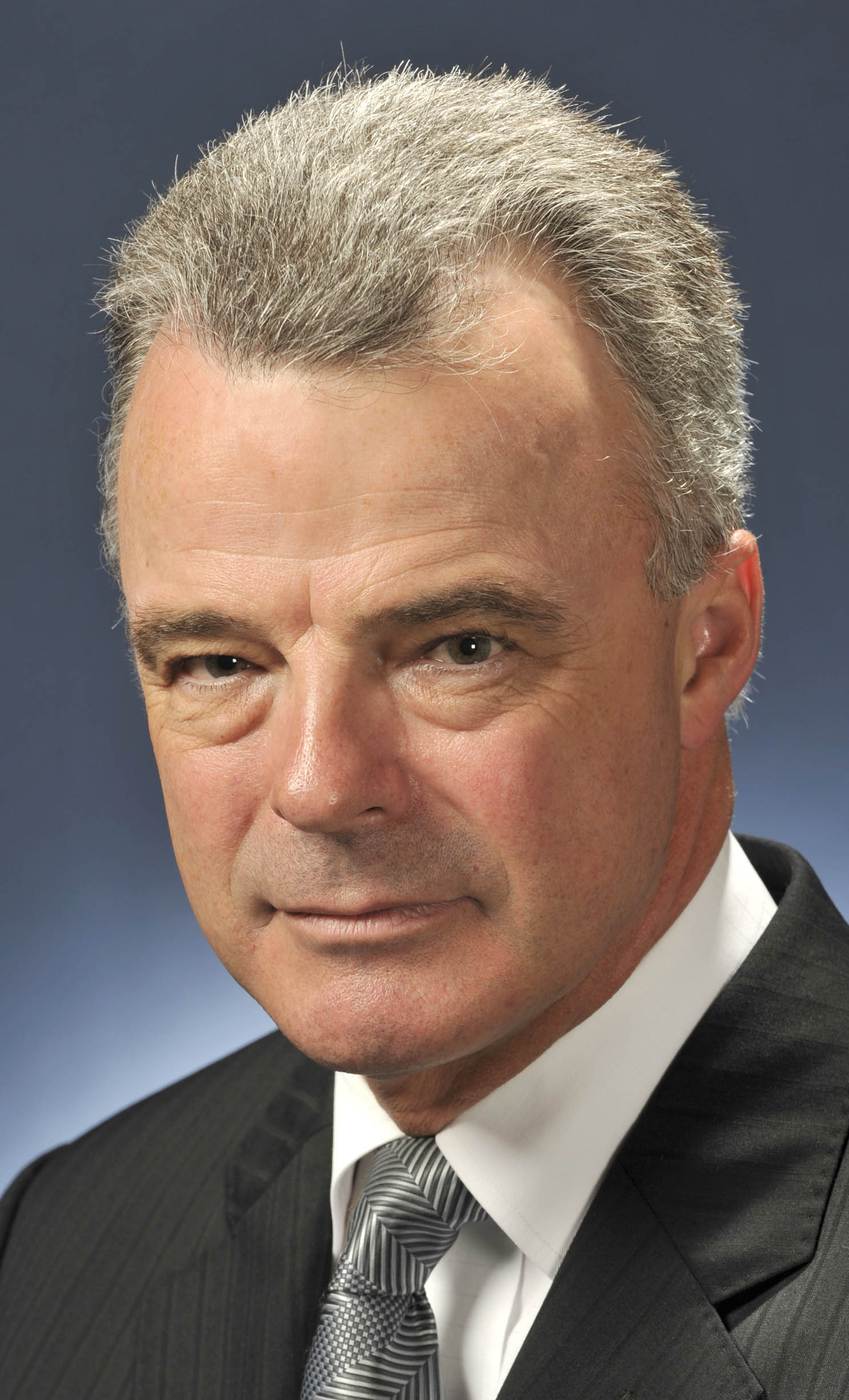
Le chef de l'opposition Brendan Nelson a offert un soutien bipartite aux excuses

### Discours
Le chef de l'opposition libérale, le Dr Brendan Nelson, s'est levé pour offrir un soutien bipartite aux excuses :
« En me levant pour parler fermement en faveur de cette motion, je reconnais les Ngunnawal, premiers peuples de cette terre de Canberra. Aujourd'hui, notre nation franchit un seuil. Nous offrons formellement des excuses. Nous exprimons nos excuses aux Autochtones qui ont été séparés de force de leur famille au cours des sept premières décennies du 20e siècle. Ce faisant, nous atteignons de l'intérieur de nous-mêmes notre passé, ceux dont la vie nous relie à lui, et dans une profonde compréhension de son importance pour notre avenir. Nous serons à notre meilleur aujourd'hui et chaque jour si nous nous arrêtons pour nous mettre à la place des autres, imprégnés de la capacité imaginative de voir cette question à travers leurs yeux avec décence et respect ».
Brendan Nelson a également exprimé de l'empathie pour la façon dont les « bonnes intentions » des fonctionnaires qui ont effectué les enlèvements d'enfants ont conduit à des conséquences pour eux inattendues, ; il a déclaré :
« Il est raisonnable de prétendre que le fait d'enlever des enfants qui vivaient dans la misère a conduit à une vie meilleure : des enfants nourris, logés et éduqués pour un monde d'adultes qu'ils n'auraient pas pu imaginer. Cependant, de ma vie de médecin de famille et connaissant les conséquences qu'a eu l'enlèvement  de mon propre père à sa mère célibataire et adolescente, je sais que ne pas savoir qui l'on est est la source de chagrins profonds et blessures graves, dont l'exacte mesure ne peut être connue que de ceux qui ont enduré cela [...] Notre génération n'est pas à l'origine  de ces actions et ne devrait pas non plus se sentir coupable de ce qui a été fait dans de nombreux cas avec les meilleures intentions - quoique certainement pas dans tous les cas. Mais en disant que nous sommes désolés, et profondément, nous nous rappelons que chaque génération vit dans l'ignorance des conséquences à long terme de ses décisions et de ses actions. Même lorsqu'elles sont motivées par l'humanité et la décence inhérentes au fait de tendre la main aux dépossédés dans l'adversité extrême, nos actions peuvent avoir des résultats inattendus. En tant que tels, de nombreux Australiens décents sont blessés par des accusations de vol mettant en cause leurs bonnes intentions." »

Le discours de Brendan Nelson a également fait référence au fait que selon lui les communautés autochtones ne protègeraient pas suffisamment leurs enfants, et à plusieurs maux sociaux qui sévissent parmi gâchent les Autochtones.
La procureure de la Couronne d'Alice Springs, Nanette Rogers, avec beaucoup de courage, a révélé à la nation en 2006 le cas d'une fillette de quatre ans noyée alors qu'elle était violée par un adolescent qui reniflait de l'essence. Elle nous a parlé des deux enfants– dont un bébé – agressées sexuellement par deux hommes alors que leurs mères étaient en train de boire de l'alcool. Un autre bébé a été poignardé par un homme qui tentait de tuer la mère.

### Réactions hostiles

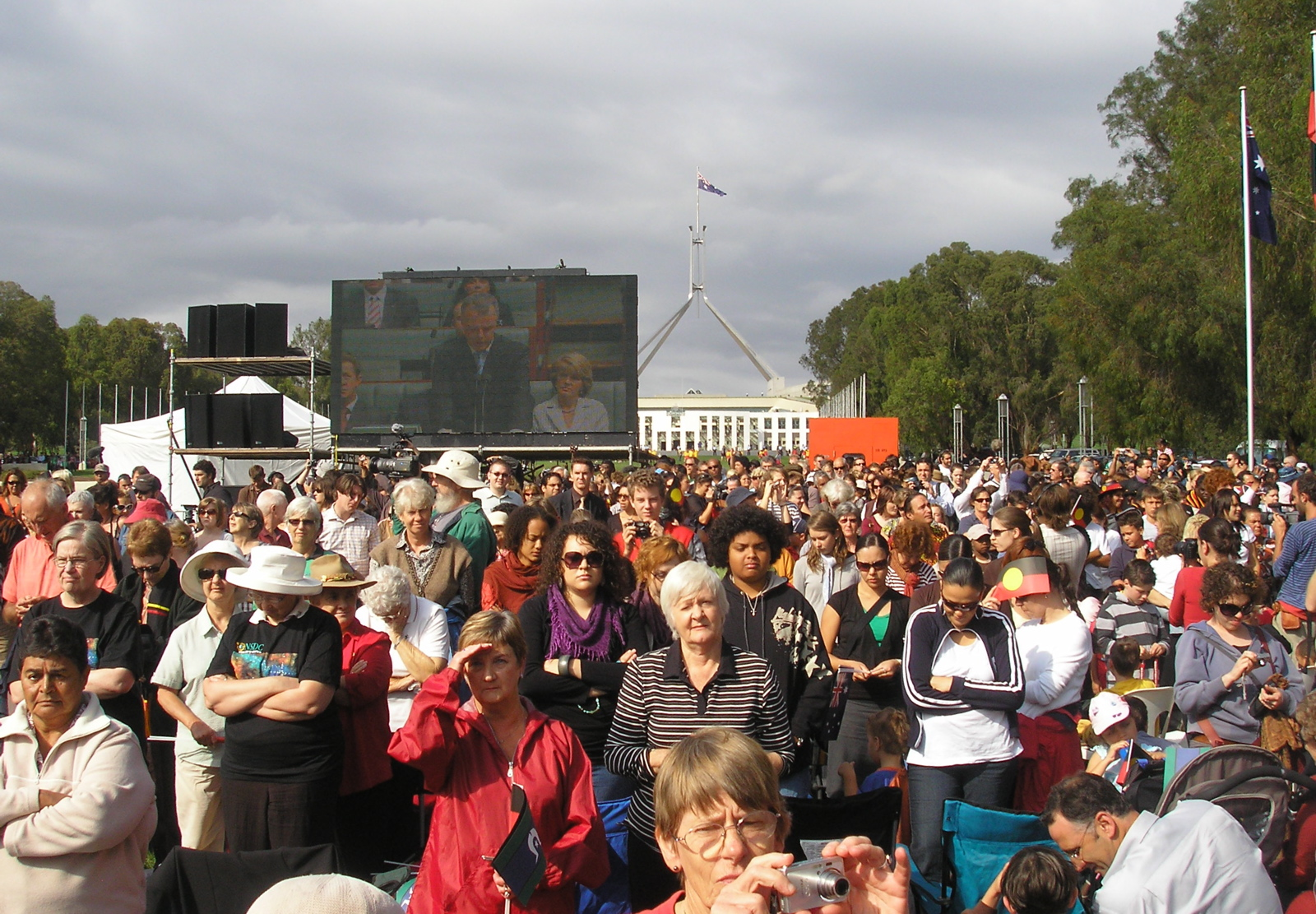
Une foule à Canberra tourne le dos à mi-chemin pendant le discours de réponse de Brendan Nelson

La fin du discours de Brendan Nelson a provoqué des réactions d'indignation de la part de personnes favorables aux autochtones, notamment lorsque B. Nelson a parlé des Australiens indigènes « vivant une vie sans but existentiel ».
Dans la Grande Salle du Parlement, les membres de l'auditoire (y compris l'attaché de presse et le conseiller aux médias de Kevin Rudd) ont commencé à applaudir lentement et ont tourné le dos pendant le discours du Dr Brendan Nelson (Kevin Rudd a ensuite demandé à ses conseillers de s'excuser auprès du Dr Nelson). Sur Federation Square à Melbourne, Barry Jones, du Parti travailliste, s'est joint à d'autres pour leur tourner le dos. À Perth, le premier ministre travailliste d'Australie-Occidentale, Alan Carpenter, a déclaré qu'« il était regrettable que le Dr Nelson ait raté la cible ». Dans cette même ville, les gens huaient et se moquaient jusqu'à ce que l'écran soit éteint. Il y a eu des réactions et des débrayages similaires à Sydney et ailleurs. L'universitaire Lowitja O'Donoghue s'est opposée à la discussion de Nelson sur la violence domestique et la pédophilie et a déclaré: « Je pense que Brendan Nelson l'a en fait gâché aujourd'hui », et la médaillée olympique (et future sénatrice travailliste) Nova Peris-Kneebone a également exprimé sa déception.

### Réactions officielles
Le Premier ministre et le chef de l'opposition ont rencontré des représentants des peuples autochtones d'Australie dans la galerie des visiteurs distingués. La conclusion du discours du Dr Nelson a été accueillie par les applaudissements des membres et de la tribune du public et d'autres scènes bipartites. Les anciens premiers ministres Gough Whitlam, Malcolm Fraser et Paul Keating ont tous dit qu'ils appréciaient le rôle joué par Brendan Nelson en faveur du consensus. Whitlam a qualifié le discours de "très bon" et Paul Keating a déclaré que Nelson « a repris l'esprit du jour ».

## Vote à la Chambre des représentants et au Sénat
La Chambre des représentants a adopté à l'unanimité la motion d'excuses proposée.
Six membres du caucus de l'opposition, dans le camp de Brendan Nelson, — Don Randall, Sophie Mirabella, Dennis Jensen, Wilson Tuckey, Luke Simpkins et Alby Schultz — ont quitté la Chambre pour protester contre les excuses. Luke Simpkins a déclaré que les peuples autochtones ne se voient plus refuser des emplois et qu'il « soutiendrait à nouveau le fait d'enlever des enfants à leurs familles dans des situations similaires de misère économique »,. Peter Dutton a été  le seul député de l'opposition à s'être abstenu de présenter des excuses.
Plus tard dans la journée, le Sénat a examiné une motion en vue de formuler des excuses identiques. Le chef des Verts, le sénateur Bob Brown, a tenté d'amender la motion pour y inclure des mots engageant le Parlement à offrir une indemnisation à ceux qui ont subi des pertes dans le cadre des politiques autochtones passées, mais tous les autres partis s'y sont opposés. La motion originale a été adoptée à l'unanimité,.

## Plan de réduction des inégalités entre les populations

### Objectifs
Si le gouvernement a refusé les compensations aux enfants volés, il a toutefois mis en place en 2008, « pour la première fois dans l’histoire australienne, d’un plan d’envergure nationale » appelé Closing the Gap (en) pour réduire les écarts  entre aborigènes et non aborigènes, avec un investissement de 4,6 milliards de dollars australiens . Six objectifs ont été établis : 
- Augmentation de l’espérance de vie chez les Aborigènes [28],
- Diminution du taux de mortalité chez les enfants Aborigènes âgés de moins de 5 ans [28],
- Garantie d’un accès à l’éducation pour les enfants de 4 ans vivant dans des communautés éloignées [28],
- Augmentation du taux d’alphabétisation [28],
- Diminution de moitié des différences entre les élèves obtenant le baccalauréat ou un niveau équivalent [28]
- Diminution des différences en termes d’emploi[28]

### Efficacité
Toutefois, 20 ans plus tard, selon Oxfam,« les aborigènes et les insulaires du détroit de Torres meurent encore 10 à 17 ans plus jeunes que les autres Australiens ».
EN 2020, selon Mediapart, l'espérance de vie des aborigènes demeure inférieure à la moyenne nationale, les enfants aborigènes restent moins instruits que la moyenne, et les autochtones, toujours en marge de la société blanche, ne bénéficient d'« aucune reconnaissance dans la Constitution ».